# جيم إدغار
جيم إدغار (بالإنجليزية: Jim Edgar)‏ هو سياسي أمريكي، ولد في 22 يوليو 1946 في فينيتا في الولايات المتحدة. حزبياً، نشط في الحزب الجمهوري. وقد انتخب عضو مجلس نواب إلينوي وانتخب Illinois Secretary of State ‏ (12 يناير 1981 – 14 يناير 1991) وانتخب حاكم إلينوي ‏ (14 يناير 1991 – 11 يناير 1999).